# Claire Fuller (scrittrice)
Claire Fuller (Oxfordshire, 9 febbraio 1967) è una scrittrice britannica.

## Biografia
Nata nel 1967 nell'Oxfordshire, si è laureata in scultura alla Winchester School of Art e ha lavorato per 23 anni nel marketing.
Dopo un M.A. in scrittura creativa conseguito all'Università di Winchester, ha iniziato a dedicarsi alla scrittura verso i 40 anni e ha esordito nel 2015 con il romanzo I nostri giorni infiniti vincendo il Premio Desmond Elliott.
Autrice (al 2022) di altri 3 romanzi, nel 2021 è stata insignita del Premio Costa per il miglior romanzo con Unsettled Ground.

## Opere

### Romanzi
- I nostri giorni infiniti (Our Endless Numbered Days, 2015), Milano, Mondadori, 2016 traduzione di Samuela Fedrigo ISBN 978-88-04-65952-5.
- Swimming Lessons (2017)
- Bitter Orange (2018)
- Unsettled Ground (2021)

## Premi e riconoscimenti
Premio Desmond Elliott
- 2015 vincitrice con I nostri giorni infiniti

Royal Academy & Pin Drop Short Story Award
- 2016 vincitrice con il racconto A Quiet Tidy Man[6]

Women's Prize for Fiction
- 2021 finalista con Unsettled Ground

Costa Book Awards
- 2021 vincitrice nella categoria "Miglior romanzo" con Unsettled Ground